# Río Zurdo
El río Zurdo es un curso natural de agua, afluente del río Gallegos. Hans Niemeyer escribe: Este cauce nace de una zona pantanosa poblada de una multitud de pequeñas lagunas muy al sur, en territorio chileno. Dirige su curso al norte para ir cambiando paulatinamente hacia el NNO y tras un recorrido de cerca de 80 km vaciarse al río Gallegos.

## Régimen y caudal
Su caudal es de unos 200 litros por segundo.: 125 

## Historia
Luis Risopatrón lo describe en su Diccionario jeográfico de Chile (1924):: 958 
Zurdo (Río). Nace en la laguna del mismo nombre, corre hacia el N en un pastoso cañadón de 1 a 1,5 kilómetro de ancho i cruza la línea de límites con la Arjentina en dirección al río Gallegos.